# ماناکا ایوامی
ماناکا ایوامی (انگلیسی: Manaka Iwami; ۳۰ آوریل ۱۹۹۸ – ) صداپیشه اهل ژاپن بود. وی از سال ۲۰۱۶ میلادی تاکنون مشغول فعالیت بوده‌است.